# Виньмаль
Виньмаль (фр. Vignemale) — горная вершина во Французских Пиренеях. Расположена на границе Испании и Франции. Высота — 3299 м.
В окрестностях горы находятся достаточно популярные пешеходные, велосипедные и водные туристические маршруты. Склоны пригодные для горнолыжного спорта и катания на сноубордах. Здесь же разрешена охота и рыбная ловля.
Первой восхождение на гору совершила Анна Листер.

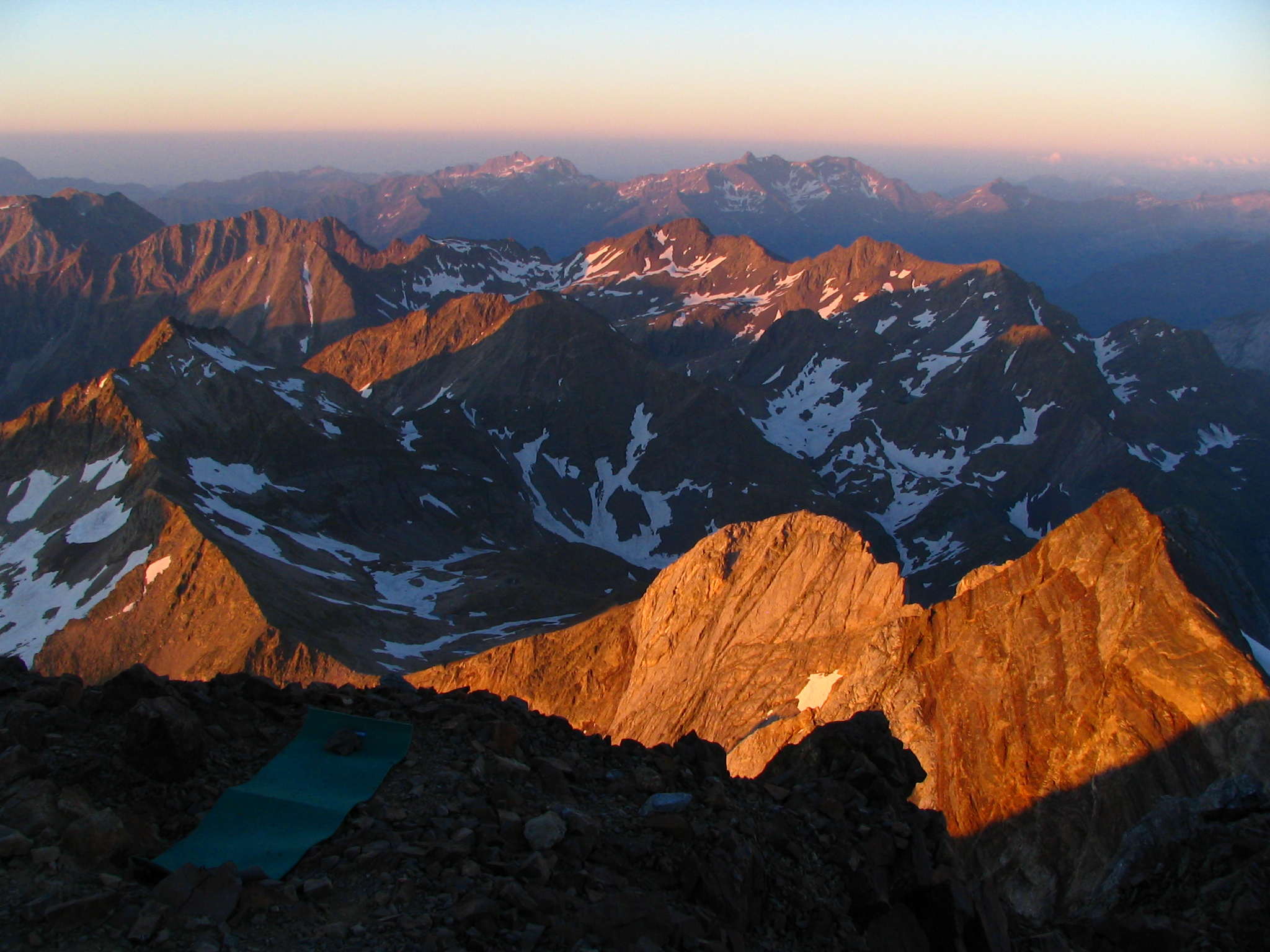
Вид на горный массив Виньмаль
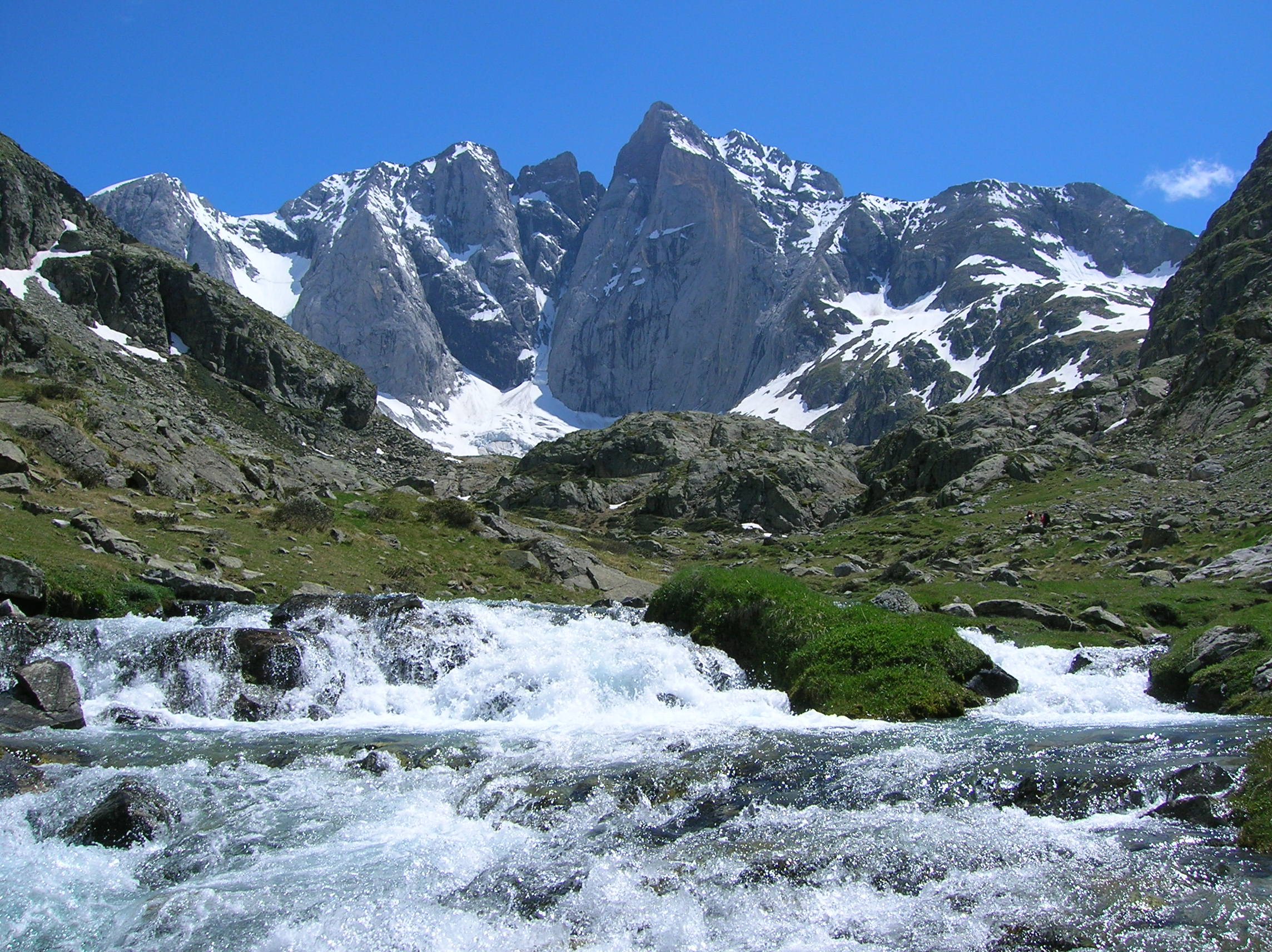
Виньмаль летом

## Панорама

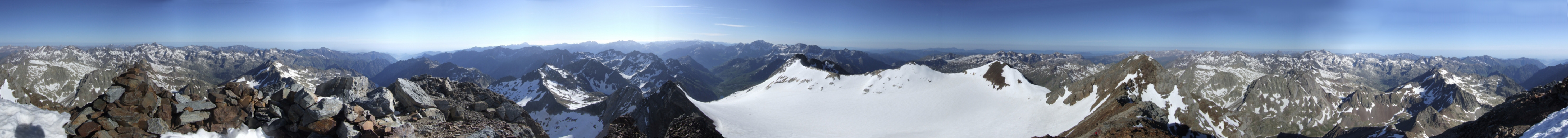
Панорамный снимок 360°